# Lucy Chaffer
Lucy Katherine Chaffer (Perth, 19 oktober 1983) is een Australisch voormalig skeletonster. Ze vertegenwoordigde haar vaderland op de Olympische Winterspelen 2014 in Sotsji.

## Carrière
Chaffer maakte haar wereldbekerdebuut op 11 februari 2009 in Park City. Ze won geen wereldbekerwedstrijden. 
In 2014 werd Chaffer 17e in het skeleton op de Olympische Winterspelen 2014 in Sotsji.

## Resultaten

### Olympische Spelen
| Jaar | Plaats | Onderdeel |
| ---- | ------ | --------- |
| 2014 | Sotsji | 17e       |

### Wereldkampioenschappen
| Jaar | Plaats       | Onderdeel |
| ---- | ------------ | --------- |
| 2011 | Königssee    | 15e       |
| 2012 | Lake Placid  | 9e        |
| 2013 | Sankt Moritz | 13e       |

### Wereldbeker

#### Eindklasseringen
| Seizoen   | Rang |
| --------- | ---- |
| 2008/2009 | 28e  |
| 2009/2010 | /    |
| 2010/2011 | 14e  |
| 2011/2012 | 7e   |
| 2012/2013 | 10e  |
| 2013/2014 | 11e  |